# Ho Nhat Thong
Ho Nhat Thong (20 de octubre de 1975) es un deportista vietnamita que compitió en taekwondo. Ganó una medalla de bronce en el Campeonato Mundial de Taekwondo de 1999, y una medalla de oro en los Juegos Asiáticos de 1998.

## Palmarés internacional
| Campeonato Mundial | Campeonato Mundial  | Campeonato Mundial | Campeonato Mundial |
| Año                | Lugar               | Medalla            | Categoría          |
| ------------------ | ------------------- | ------------------ | ------------------ |
| 1999               | Edmonton (Canadá)   | Medalla de bronce  | –58 kg             |
| Juegos Asiáticos   |                     |                    |                    |
| Año                | Lugar               | Medalla            | Categoría          |
| 1998               | Bangkok (Tailandia) | Medalla de oro     | –54 kg             |